# グリオグルーヴ
株式会社グリオグルーヴ（英: Griot Groove inc.）は、日本のCG制作会社。映画・テレビ番組・CMにおけるCG・VFX制作を中心に行っている他、自社内チームによる映像制作も行っている。

## 概要
元々はメディア事業の総合プロデュースを行っていた株式会社グリオを中核とする企業グループだったが、2016年10月にグループ企業のリンダ、アニマロイド、シネグリーオの3社がグリオと合併したことにより、新たに株式会社として発足された。その際、リンダ、アニマロイド、シネグリーオの3社は同社の制作チームとなり、各チームがそれぞれの担当するCG・VFX制作、映像制作を行っている。また、専用スタジオでのモーションキャプチャー収録も行っており、2016年4月にはVR映像の企画開発を手掛ける有限会社エデンを設立している。
社名にある「グリオ」は、西アフリカ地域に暮らす伝統伝達者の呼称で、歴史上の英雄譚や遠方の情報などを音楽に乗せて人々に伝える目的を持つ彼らのように、クリエイターの生み出したイメージを発信する場となることを目指す意味が込められている。

## 沿革
- 1996年4月1日：株式会社グリオ設立[2]。
- 1997年10月：笹原和也と共に有限会社笹原組を設立[2]。
- 2000年9月：グリオ内にモーションキャプチャー部門「スタジオイブキ」を設立[2]。
- 2002年
  - 7月：スタジオイブキを株式会社として法人化[2]。
  - 8月：グリオ内にCG制作部門「クリエイティブスタジオLiNDA」を設立[2]。
- 2003年5月：笹原組を増資し、株式会社に組織変更。社名を株式会社アニマに改名[2]。
- 2003年10月：クリエイティブスタジオLiNDAを、有限会社リンダとして法人化[2]。本社を東京都新宿区上落合に置く[3]。
- 2004年
  - 7月1日：アニマの子会社として、有限会社アニマロイドを設立[2][4]。
  - 11月1日：アニマロイドがアニマより独立[4]。
  - 11月10日：グリオ・リンダ・アニマロイド3社の本社を渋谷区神宮前に移転[4]。
- 2005年
  - 6月：アニマロイド本社を渋谷区千駄ヶ谷に移転[1]。
  - 9月1日：リンダのCM用CG制作部門が独立。リンダの100％出資により有限会社フリーク・ビジョンとして法人化[5]。
- 2007年8月15日：リンダおよびフリーク・ビジョン本社を渋谷区千駄ヶ谷に移転[6][1]。
- 2008年
  - 6月：株式会社シネグリーオを設立[2][1]。のちにリンダ、アニマロイド、スタジオイブキと共にグリオを中核とする企業グループとしてのグリオグルーヴが誕生。
  - 7月：アニマロイドがスタジオイブキと合併し、株式会社アニマロイドに商号変更[2]。
- 2012年4月：グリオ内に新事業部として企画営業部を設立[7]。
- 2013年6月：アニマロイドの関西圏拠点として、京都府京都市に制作スタジオ「アニマロイドウエスト」を設立[2][7]。
- 2014年11月：グリオ・リンダ・アニマロイド・シネグリーオ4社の本社を、現所在地の千代田区五番町に移転[2][7]。
- 2015年9月：神奈川県鎌倉市にリンダの制作スタジオを設立[2]。
- 2016年
  - 4月：有限会社エデンを設立[2]。
  - 5月：新宿区上落合に所在していた旧スタジオイブキのモーションキャプチャー収録スタジオを同区西早稲田に移転。同スタジオ内に内設する形でVRスタジオEden Labを設立[2]。
  - 10月1日：グリオ、リンダ、アニマロイド、シネグリーオの4社が合併し、株式会社グリオグルーヴとして発足[2]。
- 2018年12月：デザインワーク及びリアルタイムCGに特化した神戸スタジオを開設
- 2021年2月：本社を高田馬場に移転し、株式会社アニマとオフィスシェア及び業務提携

## 主要取引先
- アニマ
- ILCA
- AOI Pro.
- イーストワークスエンタテインメント
- ENBUゼミナール
- オー・エル・エム・デジタル
- オムニバス・ジャパン
- ギークピクチュアズ
- キングレコード
- コーエーテクモゲームス
- サミー
- 小学館ミュージック&デジタル エンタテイメント
- 白組
- スクウェア・エニックス
- セガ
- ソニー・コンピュータエンタテインメント
- 円谷プロダクション
- ティー・ワイ・オー
- 電通
- 電通クリエーティブX
- 東京テアトル
- 東北新社
- 下北沢トリウッド
- 二番工房
- 博報堂
- ポニーキャニオン
- ポリゴン・ピクチュアズ
- マーザ・アニメーションプラネット
- ユーロスペース
- ロボット
- ワーナーミュージック・ジャパン

## 制作チーム

### リンダ (LiNDA)
主にテレビCMのCG制作を中心に行うチーム。2002年にCGアーティストの林田宏之により旧株式会社グリオの社内部門「クリエイティブスタジオLiNDA」として設立され、2003年の法人化から合併されるまでは有限会社として独立していた。以前は神奈川県三浦郡葉山町に分室を置いていたが、現在同分室は閉鎖され、同県鎌倉市に制作スタジオを新たに置いている。
CM以外にも、映画、テレビ番組、ミュージックビデオ、ライブ映像、イベント映像などにおいて幅広く制作を行っている。

#### 参加作品
| 公開年 | 作品名                        |
| ------ | ----------------------------- |
| 2003年 | 茶の味                        |
| 2005年 | HINOKIO                       |
| 2005年 | SHINOBI-HEART UNDER BLADE-    |
| 2006年 | 蟲師                          |
| 2007年 | どろろ                        |
| 2008年 | ゲゲゲの鬼太郎 千年呪い歌     |
| 2011年 | スマグラー おまえの未来を運べ |
| 2018年 | ドラえもん のび太の宝島       |

| 放送年 | 番組名                                                 |
| ------ | ------------------------------------------------------ |
| 2014年 | NHKスペシャル「人体 ミクロの大冒険」                   |
| 2015年 | NHKスペシャル 「生命大躍進」                           |
| 2015年 | NHK総合「人類初 目撃! 太陽系の秘境/冥王星&彗星大冒険」 |

| リリース年 | アーティスト / 楽曲                              |          |
| 2000年度   | 2000年度                                         | 2000年度 |
| ---------- | ------------------------------------------------ | -------- |
| 2006年     | 浜崎あゆみ 「JEWEL」                             |          |
| 2006年     | POLYSICS 「You-You-You」                         |          |
| 2006年     | My Little Lover 「り・ぼん」                     |          |
| 2007年     | 藍坊主 「空を作りたくなかった」                  |          |
| 2007年     | 高見沢俊彦 「千年ロマンス」                      |          |
| 2007年     | BUMP OF CHICKEN 「メーデー」                     |          |
| 2007年     | Hey! Say! JUMP 「Ultra Music Power」             |          |
| 2007年     | L'Arc〜en〜Ciel 「MY HEART DRAWS A DREAM」       |          |
| 2008年     | UKAWANIMATION! 「惑星のポートレイト五億万画素」  |          |
| 2009年     | EXILE 「FIREWORKS」                              |          |
| 2009年     | ONE☆DRAFT 「アイヲクダサイ」                     |          |
| 2009年     | 安室奈美恵 「WILD」                              |          |
| 2009年     | GLAY 「I am XXX」                                |          |
| 2009年     | 長渕剛 「卒業」                                  |          |
| 2010年度   |                                                  |          |
| 2010年     | 福山雅治 「蛍」                                  |          |
| 2013年     | AKB48 「そこで犬のうんち踏んじゃうかね?」        |          |
| 2013年     | NO NAME 「この涙を君に捧ぐ」                     |          |
| 2013年     | EXILE 「EXILE PRIDE 〜こんな世界を愛するため〜」 |          |
| 2014年     | EXILE TRIBE 「24WORLD」                          |          |
| 2015年     | SMAP 「ユーモアしちゃうよ」                      |          |
| 2016年     | カサリンチュ 「あと一歩」(宇宙兄弟コラボMV)      |          |
| 2016年     | きゃりーぱみゅぱみゅ 「最&高」                   |          |

| 発売年 | タイトル                                                             | 備考                     |
| ------ | -------------------------------------------------------------------- | ------------------------ |
| 2003年 | ドラッグオンドラグーン                                               | オープニングムービー制作 |
| 2004年 | どろろ                                                               | インサートムービー制作   |
| 2004年 | ドラゴンクエスト&ファイナルファンタジー in いただきストリートSpecial | オープニングムービー制作 |
| 2005年 | DEAD OR ALIVE 4                                                      | ゲーム内ムービー制作     |
| 2006年 | 天下人                                                               | オープニングムービー制作 |
| 2006年 | ファンタジーアース ゼロ                                              | オープニングムービー制作 |
| 2006年 | ファイナルファンタジーXII                                            | インサートムービー制作   |
| 2006年 | NINETY-NINE NIGHTS                                                   | オープニングムービー制作 |
| 2009年 | ファイナルファンタジーXIII                                           | 一部ムービー制作         |

| 開催年 | ライブ                                                                                                 |
| ------ | --- |
| 2007年 | 浜崎あゆみ - Ayumi hamasaki ASIA TOUR 2007 A 〜Tour of Secret〜                                        |
| 2007年 | L'Arc〜en〜Ciel - TOUR 2007-2008 THEATER OF KISS                                                       |
| 2008年 | L'Arc〜en〜Ciel - TOUR 2008 L'7 〜Trans ASIA via PARIS〜                                               |
| 2008年 | EXILE - EXILE LIVE TOUR "EXILE PERFECT LIVE 2008"                                                      |
| 2014年 | EXILE TRIBE - EXILE TRIBE PERFECT YEAR 2014 SPECIAL STAGE "THE SURVIVAL" IN SAITAMA SUPER ARENA 10DAYS |
| 2014年 | EXILE TRIBE - EXILE TRIBE PERFECT YEAR LIVE TOUR TOWER OF WISH 2014 〜THE REVOLUTION〜                 |
| 2014年 | E-girls - E-girls LIVE TOUR 2014 COLORFUL LAND                                                         |
| 2014年 | SMAP - Mr.S "saikou de saikou no CONCERT TOUR"                                                         |
| 2015年 | 東方神起 - 東方神起 LIVE TOUR 2015 〜WITH〜                                                            |

| 開催年 | イベント / 備考                                                                                |
| ------ | ---------------------------------------------------------------------------------------------- |
| 2011年 | 東京モーターショー2011 / マツダブース コンセプトカー映像                                       |
| 2012年 | SUPER BOX 2012 / パナソニックブース 展示映像                                                   |
| 2013年 | CEATEC JAPAN 2013 / シャープブース IGZOプロモーション映像                                      |
| 2014年 | ORGATEC 2014 / 岡村製作所ブース 展示映像                                                       |
| 2017年 | 八景島シーパラダイス / プロジェクションマッピングイベント「INOCHI -命の光があふれる海-」CG制作 |

- 国立天文台 - 30メートル望遠鏡 プロモーション映像
- 国立天文台/カブリ数物連携宇宙研究機構 - SuMiReプロジェクト プロモーション映像
- トヨタ自動車 - MIRAI ウェブムービー 「性能を技術を、凝縮する。」篇、「世界中を、あたりまえのように走る。」篇
- NHK BSプレミアム - ID映像
- ギャガ モーションロゴ制作
- ガンホー・オンライン・エンターテイメント モーションロゴ制作

### アニマロイド (animaroid)
主にゲーム内ムービーやアニメ作品のCG制作、モデリング、モーションキャプチャー収録を行うチーム。アニメーション制作会社アニマの子会社として2004年に設立。当初は有限会社だったが、のちに株式会社に組織変更。合併されるまでは独立した会社として存続していた。
京都府京都市に制作スタジオ「アニマロイドウエスト」(animaroid West)を置いており、チーム内にはそれぞれのサービスに特化した下記4つの部門が存在する。
- マナレイスタジオ - ゲーム内映像、映画のCG・VFX制作を行う部門。3ds Maxをメインツールとして使用[14]。
- モデリングの鬼 - 2005年に設立されたモデリング部門。3ds Max、Maya、Softimage XSI、LightWaveなどをツールとして使用しており、独自の育成システム「鬼の寺子屋」によるモデラーの育成も行っている[14]。
- 渦巻モーション - 手付けによるアニメーション制作を行う部門。MotionBuilder（英語版）をメインツールとして使用[14]。
- スタジオイブキ - モーションキャプチャー収録および他社スタジオでの収録データの編集を行う部門[14]。2000年に旧株式会社グリオの一部門として設立され、2008年まで株式会社として独立していた。モーションキャプチャーの収録は西早稲田にあるグリオグルーヴの常設スタジオにて行っている[2][15]。

#### 参加作品
| 公開年   | 作品名                                             | 備考                       |
| 2000年度 | 2000年度                                           | 2000年度                   |
| -------- | -------------------------------------------------- | -------------------------- |
| 2006年   | 天使                                               | VFXおよびCG                |
| 2006年   | 夜のピクニック                                     | VFXおよびCG                |
| 2007年   | どろろ                                             | モデル制作                 |
| 2010年度 |                                                    |                            |
| 2010年   | THE LAST MESSAGE 海猿                              | VFX制作協力                |
| 2010年   | ウルトラマンゼロ THE MOVIE 超決戦!ベリアル銀河帝国 | VFX制作協力                |
| 2012年   | おかえり、はやぶさ                                 | VFX制作協力                |
| 2014年   | 偉大なる、しゅららぼん                             | VFX制作協力                |
| 2015年   | 神さまの言うとおり                                 | 一部背景モデリング         |
| 2015年   | ジヌよさらば〜かむろば村へ〜                       | 一部モデリング、シーン制作 |

テレビ作品
| 放送年 | 番組名                                          | 備考                                           |
| ------ | ----------------------------------------------- | ---------------------------------------------- |
| 2012年 | 超速変形ジャイロゼッター                        | エンディングパートのモーションキャプチャー収録 |
| 2016年 | うたの☆プリンスさまっ♪ マジLOVEレジェンドスター | モーションキャプチャー収録                     |
| 2017年 | 龍の歯医者                                      | アニメーション制作協力                         |

劇場用作品
| 公開年 | 作品名                        | 備考                             |
| ------ | ----------------------------- | -------------------------------- |
| 2010年 | ルー=ガルー                   | モーションキャプチャー収録       |
| 2012年 | ドットハック セカイの向こうに | アニメーション制作協力、合成協力 |

OVA
- 2006年：機動戦士ガンダム MSイグルー2 重力戦線：第1巻「あの死神を撃て!」(モーションキャプチャー収録)[18]

- 2008年：トミカヒーロー レスキューファイアー(VFX制作協力)[16]

- きゃりーぱみゅぱみゅ - 「最&高」(モーションキャプチャー収録)[19]

| 発売年   | タイトル                                            | 備考                                                                       |
| 2000年度 | 2000年度                                            | 2000年度                                                                   |
| -------- | --------------------------------------------------- | -------------------------------------------------------------------------- |
| 2005年   | DEAD OR ALIVE 4                                     | エンディングムービー制作                                                   |
| 2006年   | ファンタジーアース ゼロ                             | オープニングムービーのモーションキャプチャー収録                           |
| 2006年   | SIREN2                                              | ゲーム内ムービー制作                                                       |
| 2006年   | 天下人                                              | オープニングムービー制作・モーションキャプチャー収録                       |
| 2006年   | ヴァルキリープロファイル -レナス-                   | ゲーム内ムービー制作、イベントムービーのモーションキャプチャー収録         |
| 2006年   | 絶体絶命都市2 -凍てついた記憶たち-                  | リアルタイムイベントおよびモーション制作                                   |
| 2006年   | NINETY-NINE NIGHTS                                  | オープニングムービー制作・モーションキャプチャー                           |
| 2006年   | 戦国BASARA2                                         | オープニングムービーおよびリアルタイムイベントのモーションキャプチャー     |
| 2006年   | ファンタシースターユニバース                        | オープニングムービー制作                                                   |
| 2006年   | BULLET WITCH                                        | リアルタイムイベントおよびモーション制作                                   |
| 2006年   | PROJECT SYLPHEED                                    | オープニングムービーおよびリアルタイムイベントのモーションキャプチャー収録 |
| 2006年   | デッド オア アライブ エクストリーム2                | オープニングおよびエンディングムービーのモーションキャプチャー収録         |
| 2006年   | 龍が如く2                                           | アニメーション編集                                                         |
| 2007年   | ヴァンパイアレイン                                  | オープニングおよびイベントムービーのモーションキャプチャー収録             |
| 2007年   | 忌火起草                                            | ゲーム内ムービー制作                                                       |
| 2007年   | マリオ&ソニック AT 北京オリンピック                 | 背景モデリング                                                             |
| 2008年   | ソニックライダーズ シューティングスターストーリー   | プリレンダームービー制作全般、パッケージ・ポスター制作                     |
| 2008年   | メタルギアソリッド4 ガンズ・オブ・ザ・パトリオット  | アニメーション編集                                                         |
| 2008年   | 侍道3                                               | オープニングムービーのモーションキャプチャー収録                           |
| 2009年   | 涼宮ハルヒの激動                                    | リアルタイムカットシーンのモーションキャプチャー収録                       |
| 2009年   | スターオーシャン4 -THE LAST HOPE-                   | モーションキャプチャー収録                                                 |
| 2009年   | ザ★歌謡ジェネレーション                             | モーションキャプチャー収録                                                 |
| 2009年   | (PW)Project Witch                                   | モーションキャプチャー収録                                                 |
| 2009年   | ファイナルファンタジーXIII                          | インサートムービー制作                                                     |
| 2010年度 |                                                     |                                                                            |
| 2010年   | モンスターファームラグーン                          | ムービーシーン制作                                                         |
| 2010年   | 北斗無双                                            | 各種モーション、オープニングムービー制作                                   |
| 2010年   | ソニックカラーズ                                    | イベントムービー制作                                                       |
| 2010年   | トリニティ ジルオール ゼロ                          | 一部キャラクターモデルおよびモーション制作                                 |
| 2011年   | 真・三國無双6                                       | 一部キャラクターモーション制作                                             |
| 2011年   | 真・三國無双6 猛将伝                                | 一部モデリング・モーション制作                                             |
| 2011年   | ソニック ジェネレーションズ                         | 販促用ムービー制作                                                         |
| 2011年   | ファイナルファンタジーXIII-2                        | イベントシーンのレイアウト制作                                             |
| 2011年   | 無双OROCHI 2                                        | 一部モデリング                                                             |
| 2012年   | ラグナロクオデッセイ                                | オープニングムービーのモデリング                                           |
| 2012年   | ワンピース 海賊無双                                 | 一部イベントのモーション制作                                               |
| 2012年   | ファイアーエムブレム 覚醒                           | モーションキャプチャー収録                                                 |
| 2012年   | ロリポップチェーンソー                              | 一部モーション制作                                                         |
| 2012年   | 真・三國無双6 Empires                               | 一部リアルタイムイベントシーン制作                                         |
| 2012年   | ファンタシースターオンライン2                       | イベントムービー制作                                                       |
| 2013年   | ワンピース 海賊無双2                                | 一部イベントモーションおよび実機モーション制作                             |
| 2013年   | 無双OROCHI2 Ultimate                                | 一部モデリング                                                             |
| 2013年   | モンスターハンター4                                 | イベントムービー制作                                                       |
| 2014年   | DARK SOULS II                                       | モーションキャプチャー収録                                                 |
| 2014年   | 初音ミク -Project DIVA- F 2nd                       | イベントムービー制作                                                       |
| 2014年   | オメガクインテット                                  | モーションキャプチャー収録                                                 |
| 2014年   | モンスターハンター4G                                | イベントムービー制作                                                       |
| 2015年   | ドラゴンクエストヒーローズ 闇竜と世界樹の城         | 一部カットシーン制作                                                       |
| 2015年   | 龍が如く0 誓いの場所                                | 一部シーン制作                                                             |
| 2016年   | 龍が如く 極                                         | 一部キャラクターモデリング                                                 |
| 2016年   | デッド オア アライブ エクストリーム3 ヴィーナス     | 一部モーション制作                                                         |
| 2016年   | ドラゴンクエストヒーローズII 双子の王と予言の終わり | イベントムービー制作                                                       |
| 2016年   | 討鬼伝2                                             | キャラクターモデリング                                                     |
| 2017年   | 仁王                                                | オープニングムービー制作                                                   |
| 2017年   | キャラバン ストーリーズ                             | カットシーンおよび一部モーション制作                                       |

- グッドスマイルカンパニー -  ウェブムービー「FUTURE FACTORY -ロボット工場長、採用。」(モーションキャプチャー収録)[19]

### シネグリーオ (cinegriot)
主に映画のVFX制作を行うチーム。2008年に設立され、合併されるまでは株式会社として独立していた。VFX制作以外にも、映画作品の企画・制作や海外セールスを行っている。

#### 参加作品
| 公開年 | 作品名                                                   | 備考           |
| ------ | -------------------------------------------------------- | -------------- |
| 2009年 | 携帯彼氏                                                 | VFX            |
| 2009年 | リアル鬼ごっこ2                                          | VFX            |
| 2009年 | 鴨川ホルモー                                             | VFX            |
| 2009年 | カムイ外伝                                               | VFX            |
| 2009年 | ヤッターマン                                             | VFX            |
| 2010年 | ウルトラマンゼロ THE MOVIE 超決戦!ベリアル銀河帝国       | VFX            |
| 2010年 | ゲゲゲの女房                                             | VFX            |
| 2011年 | 劇場版 神聖かまってちゃん ロックンロールは鳴り止まないっ | VFX            |
| 2012年 | 同じ星の下、それぞれの夜                                 | VFX            |
| 2012年 | おかえり、はやぶさ                                       | VFX            |
| 2013年 | ドラゴンボールZ 神と神                                   | エフェクト制作 |
| 2014年 | 悪夢ちゃん THE 夢ovie                                    | エフェクト制作 |
| 2014年 | 偉大なる、しゅららぼん                                   | VFX            |
| 2015年 | 神さまの言うとおり                                       | VFX            |
| 2015年 | ジヌよさらば～かむろば村へ～                             | VFX            |
| 2015年 | 進撃の巨人 ATTACK OF TITAN エンドオブザワールド          | VFX            |
| 2015年 | 天空の蜂                                                 | VFX            |
| 2015年 | 海難1890                                                 | VFX制作協力    |
| 2015年 | S-最後の警官- 奪還 RECOVERY OF OUR FUTURE                | VFX制作協力    |
| 2016年 | テラフォーマーズ                                         | VFX制作協力    |
| 2016年 | 土竜の唄 香港狂騒曲                                      | VFX            |
| 2017年 | 忍びの国                                                 | VFX制作協力    |
| 2017年 | 銀魂                                                     | VFX制作協力    |
| 2017年 | 東京喰種トーキョーグール                                 | VFX制作協力    |
| 2017年 | ジョジョの奇妙な冒険 ダイヤモンドは砕けない 第一章       | VFX制作協力    |

注：*がついているのは、海外セールスも担当した作品。**がついているのは、製作協力として参加した作品。
| 公開年 | 作品名                                                   |
| ------ | -------------------------------------------------------- |
| 2009年 | パンドラの匣*                                            |
| 2010年 | マジック&ロス                                            |
| 2010年 | ゲゲゲの女房                                             |
| 2010年 | アトムの足音が聞こえる*                                  |
| 2011年 | 明日泣く                                                 |
| 2011年 | 劇場版 神聖かまってちゃん ロックンロールは鳴り止まないっ |
| 2012年 | 同じ星の下、それぞれの夜**                               |
| 2013年 | 怖譚 -コワタン-                                          |
| 2013年 | ゆるせない、逢いたい                                     |
| 2015年 | ジヌよさらば～かむろば村へ～                             |
| 2016年 | マンガをはみだした男 赤塚不二夫                          |

| リリース年 | アーティスト / 楽曲                      | 備考         |
| ---------- | ---------------------------------------- | ------------ |
| 2009年     | やくしまるえつこ「おやすみパラドックス」 | 製作         |
| 2010年     | 大塚愛「I ♥ ×××」                        | CG・背景制作 |
| 2011年     | 相対性理論「Q/P」                        | 製作         |